# Izydor Zaczykiewicz
Izydor Zaczykiewicz (ur. 4 kwietnia 1900 w Warszawie, zm. 19 sierpnia 1991 w Warszawie) – polski pisarz. Posługiwał się pseudonimem „Pracowity”.

## Twórczość
- Gran Chaco. Przygody polskich trampów (LSW 1950; nakład wydania pierwszego spalony w całości we wrześniu 1939)
- Sztucer i „Magda”. Wspomnienia myśliwego i czołgisty (MON 1960)
- Spotkania z wojną (MON 1966; zbiór opowiadań: Spotkania z wojną, Tajemny port, Postojska Jama, Porucznik „Kabel”, Przysięga, Gdzie nas nie było...)
- Dożynki yerba mate (MON 1973)
- Włóczywoda (PIW 1984; posłowie: Wacław Sadkowski; nagroda Funduszu Literatury)